# Крис и Дон. История любви
«Крис и Дон. История любви» (англ. «Chris & Don. A Love Story») — американский документальный фильм 2007 года, история романтических отношений британского писателя Кристофера Ишервуда и его молодого любовника, художника-портретиста Дона Бакарди.

## Сюжет
14 февраля 1953 года 18-летний Дон Бакарди на вечеринке в доме приятелей познакомился с 48-летним Кристофером Ишервудом. С этого момента начался роман Криса и Дона, который длился 33 года, вплоть до самой смерти Ишервуда. Кристофер помог Дону стать известным в США художником. Фильм состоит из воспоминаний Бакарди, кинохроники из личного архива Дона и Кристофера а также причудливой анимации. Картина содержит интервью приятелей и знакомых пары, таких как Лайза Минелли и Лесли Карон.

## Критика
Фильм получил хорошие отзывы критиков. Так веб-сайт «Metacritic» дал ему 83 балла из 100 возможных на основе рецензий 19 известных газет и журналов. Некоторые критики усмотрели взаимосвязь между выходом фильма и решением Верховного суда штата Калифорния об отмене запрета на однополые браки. Картина получила 94 % «свежего» рейтинга на сайте «Rotten Tomatoes», критики которого пришли к консенсусу в том, что «образы Криса и Дона — это эффектный и яркий портрет единственного в своём роде романа».